# マールボロ (たばこ)
マールボロ（Marlboro）は、フィリップモリスが製造するたばこのブランド。現在も世界でベストセラーを誇るたばこのひとつ。
マールボロ・マン
のビルボード広告で有名。日本では縮めて「マルボロ」と呼ばれることも多く、免税店など店舗によっては「マルボロ」の名称で販売されていることもある。
後述のモータースポーツ活動を示す名称としても使われていた。

## 歴史
ロンドンのフィリップ・モリス社はマールボロ、ケンブリッジ、ダービーといったたばこをアメリカ国内で販売するために1902年にニューヨークに子会社を設立した。
1924年に同社はマールボロを「女性向けたばこ」として展開した。「Mild as May」（5月のようにまろやか）のキャッチフレーズと共に売り出したものの、苦戦を強いられた。広告で使われた当時のポスターなどから女性向けにキャンペーンをしていたことが確認出来る。パッケージ上部のデザインは、女性の魅力的な部分である唇をイメージしたもの。当時のマールボロは吸い口が赤く着色されており、これは口紅が付いても目立たないようにとの配慮であった（2000年代以降のバージニア・エスのような女性向け銘柄においては吸い口側（フィルター部分）はツルツルに加工することで口紅の付着を防いでいるが、当時にはこのような加工技術がなかったことにもよる）。
第二次世界大戦中まで売り上げは伸びず、一時期市場から姿を消した。戦争の終わりまでにキャメル、ラッキーストライク、チェスターフィールドといった三銘柄がたばこ市場における確固たる地位を確保していた。
1950年代にリーダーズ・ダイジェスト誌が、喫煙と肺癌の因果関係に関する一連の記事を公表し、フィリップモリスを始めとする多くのたばこ会社はパッケージへの注意書きとフィルター付きたばこの販売を始めた。フィルター付きの新しいマールボロは1954年に発売され、1955年に三角形の傘のデザイン（マールボロ・シェブロンやルーフトップなどと呼ばれる）と世界初のフリップトップ・ボックスを導入した。
1960年代の初めに男性向けのたばことしてマーケティング戦略の大転換を行い、「マールボロ・カントリー」のキャッチフレーズとともに「マールボロ・メン」として知られている男性像を象徴したカウボーイをつくり出すと、時を同じくして広告戦略をレオ・バーネットに委ねる。これが、現在に続くマールボロ・ブランドの原点である。本来の仕事上、一日中、馬に跨って動物を相手にするカウボーイにとっては、火を使わない噛みたばこの方が人気なのだが、この宣伝効果によりカウボーイのたばこの代名詞になった。
マールボロの市場占有率は急上昇し、広告キャンペーン開始から8か月で5,000パーセント増加した。マールボロは大成功したカウボーイの広告表現を、1960年代以来現在まで継続している。
アメリカ合衆国の人種差別や迫害の歴史がタイトルの中に隠されているという説があり、パッケージを逆さまにしロゴの上半分を隠すとそれを印象付ける絵が浮かび上がるとされているが、このような話はたばこのパッケージにはつきもので、一種の都市伝説である。
1987年に発生した､大韓航空機爆破事件の実行犯である金勝一と金賢姫は､任務の最中に正体が暴露された場合､服毒自殺する事で秘密を守るよう指示を受けていた。実際､バーレーンで､2人はマールボロに仕掛けられたアンプルを噛み自殺を図る。金勝一は自殺に成功するが､金賢姫は一命を取り留める結果となる。
また、ソビエト連邦崩壊後の混乱期には、当時の旧ソビエト連邦ルーブルに代わってこのマールボロが貨幣代わりの交換価値を持った物々交換の対象として使われており、金本位制になぞらえ「マールボロ本位制」と揶揄されていた。他の国、時代でも同様の事態があったともいわれる。代用通貨に用いられるのはマールボロ赤だけであり、なぜ他のマールボロ、他のタバコは用いられないのかは判然とせず、今後の研究が待たれる。
パッケージの基本デザインは60年にわたって変更されていなかったが、マイナーチェンジは数回行われ、ヨーロッパを中心とした多くの国では2006年頃より『Marlboro』を立体的にし、全体のバランスを修正するマイナーチェンジを行った（日本ではそれ以降の新製品を除き未導入）。2008年よりライトをゴールド・オリジナルとしてリニューアル（日本では2010年8月頃にデザインを、2011年3月頃に販売名を変更し、ウルトラライトをゴールド・ウルトラにリニューアル）を行い、2009年よりほかの銘柄でも『FILTER CIGARETTES』などの書体を変更し、パッケージにエンボス加工を行うなどのリニューアルを行った（日本では2010年から2011年にかけて順次導入）。2014年より60年ぶりのフルリニューアルを行い、マールボロ・シェブロンやルーフトップなどと呼ばれるマークを大きくデザインし、『Marlboro』のロゴやPM社章は薄いグレーで印刷してエンボス加工した新パッケージにリニューアルしている（日本では2015年2月より順次導入）。

## 商品名の由来
マールボロというブランド名の由来については諸説ある。
- 日本語公式サイトでは、イングランド南部のウィルトシャーにある町モールブラ（en:Marlborough）が由来とされている[6]。
- フィリップモリスの工場があった、ロンドンのグレート・マールバラ・ストリートに由来するとの説。この通りの名称はマールバラ公ジョン・チャーチルを記念している。
- 米墨戦争の英雄、マールボロ将軍にちなむという説[1]。
- "Man Always Remember Love Because Of Romance Only" の頭文字と言う説[1]。

## 日本における販売
日本での製造・販売は、日本専売公社時代の1973年から始まっている。日本たばこ産業 (JT) 発足2年後の1987年からブランド展開がスタートした（新商品は平成になってからの商品が多かった）。2005年4月末をもってライセンス契約を終了し、以後はフィリップモリスからの輸入販売がされている。また、JTが生産していたものと風味をあわせてあるため、パッケージに「FOR SALE IN JAPAN」の記載がある。
喫味も濃い目のアメリカ向けと日本向けとでは全く異なる。
日本では縮めて「マルボロ」と呼ばれる場合が多い。地方の年配のたばこ店などでは「マルボーロ」と、佐賀県の菓子である丸ぼうろと同一発音で呼称する場合がある。他にもパッケージの色から「金マル（マル金）」（マールボロ・ライト→マールボロ・ゴールド・オリジナル）、「赤マル」（マールボロ）、「緑（りょく / みど）マル」「マルメン」（マールボロ・メンソール）、「黒マル」「ブラメン」（マールボロ・ブラック・メンソール）、「アイブラ」（マールボロ・アイス・ブラスト）などと稀に呼ばれる。また「マールボロ・ライト・メンソール」はマルメンライト（さらに縮めてマルメラ）と略語で呼ばれることが多い。
マールボロ・ライト・メンソールは、日本たばこ協会の平成20年度紙巻たばこ販売実績で、外国たばこ首位（全体では7位）。またブランド全体では、日本市場で第2位の販売量を誇るブランドであり、2008年には250億本を超える売上を記録し、フィリップ モリス インターナショナル（アメリカ合衆国と中華人民共和国を除く）において、最もマールボロの販売本数が多い国家である。
現在、日本で販売されているマールボロは、主にヨーロッパや東南アジア製となっている。また、日本における同社製加熱式たばこのiQOS向けヒートスティックはマールボロブランドから導入された（他国においてはパーラメントブランドから導入されたロシアをのぞきヒーツブランドを導入）。

## 製品一覧

### 日本現行販売製品（フィリップモリス製造）
※マールボロ・ライト・メンソールとマールボロ・ウルトラライト・メンソールは、2010年のパッケージリニューアルでパッケージ側面・底面及びカートンの英語表記がそれぞれ MENTHOL LIGHTS、MENTHOL ULTRA LIGHTS となった。このため日本語表記と英語表記に違いが生じている。

## モータースポーツ
マールボロは4輪のフォーミュラ1 (F1) やフォーミュラ3000（全日本F3000選手権） (F3000) 、世界ラリー選手権 (WRC) 、2輪のロードレース世界選手権 (WGP,MotoGP) といったモータースポーツに参戦するチームのスポンサーとして有名である。

### フォーミュラ1
F1にはジョー・シフェールの個人スポンサーとして参入し、1972年よりBRMにスポンサード。以降、マクラーレン、アルファロメオ、スクーデリア・フェラーリといったチームのメインスポンサーを務めた。マクラーレンとはロン・デニス率いるプロジェクト4の参画を仲介するなど長年にわたり密接な関係を築いていたが、1996年を最後にマクラーレンとの契約を終了し、以降はフェラーリと密接な関係となった。2006年にたばこ広告の規制を受けてブリティッシュ・アメリカン・タバコ (BAT) と日本たばこ産業 (JT) がF1から撤退した後も、両社との紳士協定を破ってフェラーリへの支援活動を継続した。
マールボロの実際のパッケージカラーは赤であるが、テレビ・写真などを通した際、重みを持った色調に変わってしまう（特にテレビでは赤が、黒っぽくつぶれてしまう）ため、かつては、三角形の傘のデザイン（マールボロ・シェブロン）に｢蛍光がかった朱色」に近い赤が塗色されていた。また、1980年代以降イギリスやドイツ、フランスなどではたばこ広告が禁止されており、その各国で行われるレースやイベントの際は、マールボロ・シェブロンを廃してモナコの国旗のような単純な四角に加工したり、"Marlboro"のロゴをバーコード風に処理、またはロゴそのものを消して白地にしてしまう、チーム名を代わりに記載（マクラーレンの場合は「McLAREN」）する等、イメージ広告的な方法を採った。この広告処理は1989年以後、マールボロがスポンサーになったレーシングカーの模型化に際しても使用されている。
2010年4月、フェラーリのバーコード風デザインがマールボロのロゴを連想させるサブリミナル効果の疑いがあると報道されると、バーコードの代わりに赤ベタに白枠のデザインへと変更した。2011年のシーズン途中にはチーム名からも「マールボロ」が外されたが、ブランド名を出さずとも広告効果が望めることから、スポンサー契約は2015年まで延長されている。フェラーリのマシンの全広告スペースはフィリップモリスが取得しており、その一部分を他のスポンサーに貸し出すという、特殊なスポンサーの仕方を行っている。2012年度にはF1スポンサー中最高の推定63億円を拠出したとされ、この額はHRTチームの年間総予算に匹敵する。
2019年初頭までフェラーリF1のチーム代表を務めていたマウリツィオ・アリバベーネはフィリップモリスの出身であり、両者のパートナーシップの密接さを物語っていた。
フィリップモリスは加熱式たばこの一種であるiQOSならたばこ広告の規制に抵触しないと考えており、実際に特別仕様のiQOSをフェラーリF1のVIPエリアで配布したり、iQOSのイベントのゲストにF1ドライバーを招くといったことを行っている。また、実現はしていないもののiQOSのロゴをF1マシンに掲出することも検討しているとされている。2018年10月には、フィリップモリスが新たに発足させた「MISSION WINNOW」プロジェクトのロゴがフェラーリのマシンに掲げられたが、同社では「"MISSION WINNOW"はタバコとは全く関係ないプロジェクトのため、マシンに掲げることが可能になった」と説明している。しかし2021年シーズン終了を持ってフェラーリとの契約が終了、「MISSION WINNOW」のロゴもマシンから外された。

### その他のカテゴリー
F1以外のカテゴリでもヨーロッパF2のスピリット・レーシング（イギリス）、国際F3000選手権のDAMS（フランス）、全日本F3000選手権のノバエンジニアリング（日本）、フォーミュラ3のウエストサリー・レーシング（イギリス）、セオドール・レーシング（香港）と広く支援。フォーミュラだけでなくスポーツカーレースのヨースト・レーシング（ドイツ）など多岐にわたる。
北米インディカー・シリーズではCART時代の1990年から2009年まで、ペンスキー・レーシングのスポンサーを長く務めた。
二輪のロードレース世界選手権(WGP/MotoGP)では、1976年にジャコモ・アゴスチーニを支援したことに始まり、彼の引退後チーム監督に就いたヤマハ系ワークスチーム「チーム・アゴスチーニ」を1982年より支援した。1990年からはケニー・ロバーツ率いる「チーム・ロバーツ」のメインスポンサーを務め、1999年 - 2002年にかけてはヤマハ・モーター・レーシングのメインスポンサーだった。2003年からはドゥカティのメインスポンサーとなった。こちらもフェラーリと同様に2011年シーズンからカウルのバーコードが排除され、2019年からは「MISSION WINNOW」のロゴが掲げられていたが、2021年をもって契約終了となった。

### MWCT
チームだけでなく、1970年代よりドライバー/ライダー個人をパーソナルスポンサーとして支援する「Marlboro World Championship Team」（MWCT）と呼ばれるプログラムを展開。イギリスで毎年シーズンオフに若手レーサーを集めてオーディションが開かれ、選ばれた支援ドライバーはレーシングスーツとヘルメットに「Marlboro」のロゴを着けた。また、フォーミュラ3のメジャーイベントであるマスターズF3の大会スポンサーとなったり、フランスのミニテルにおいて「Marlboro Racing Service」（MRS）と呼ばれるモータースポーツ情報の提供サービスを行っていた。

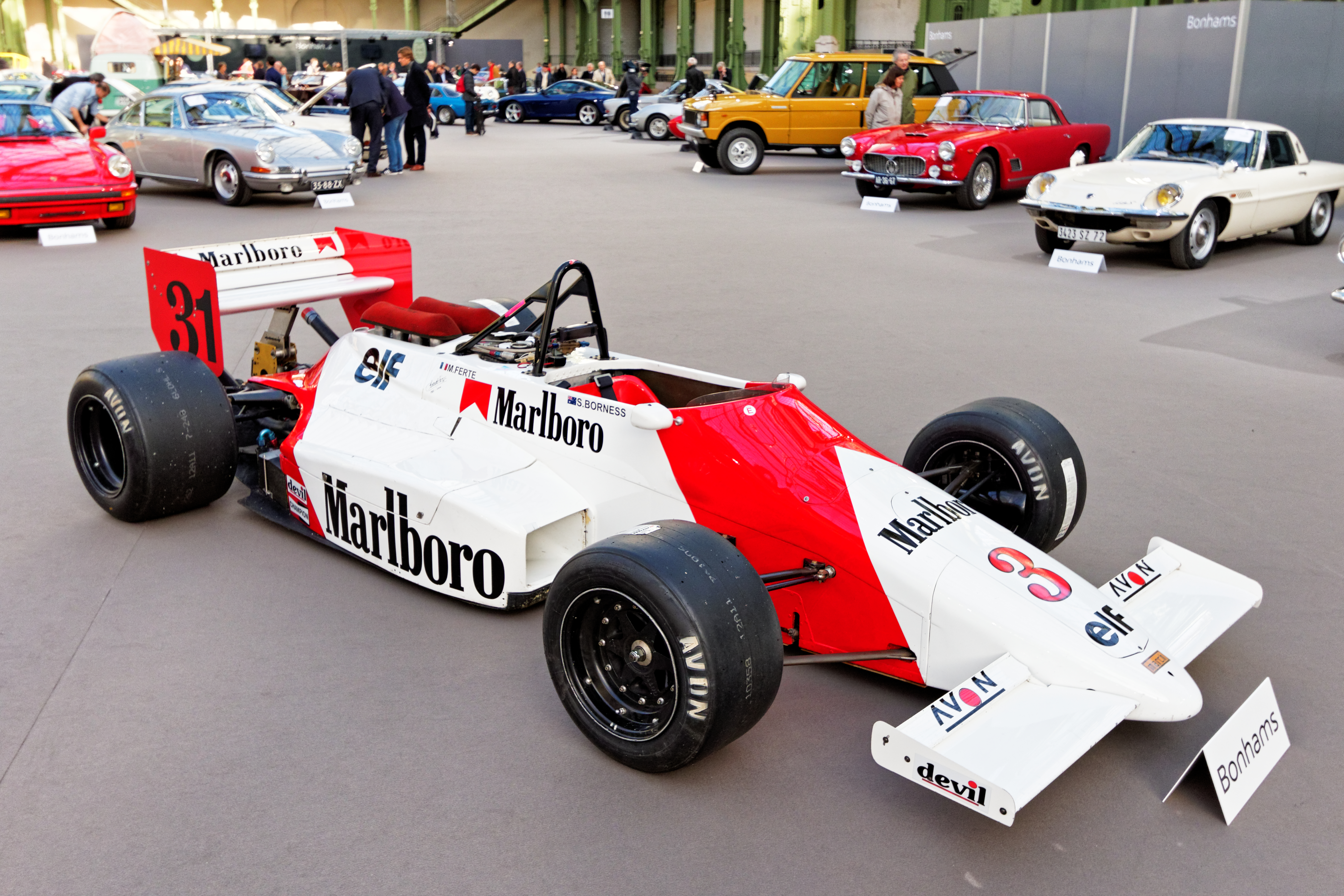
1985年の国際F3000選手権に参戦したマーチ・85B（オレカ）
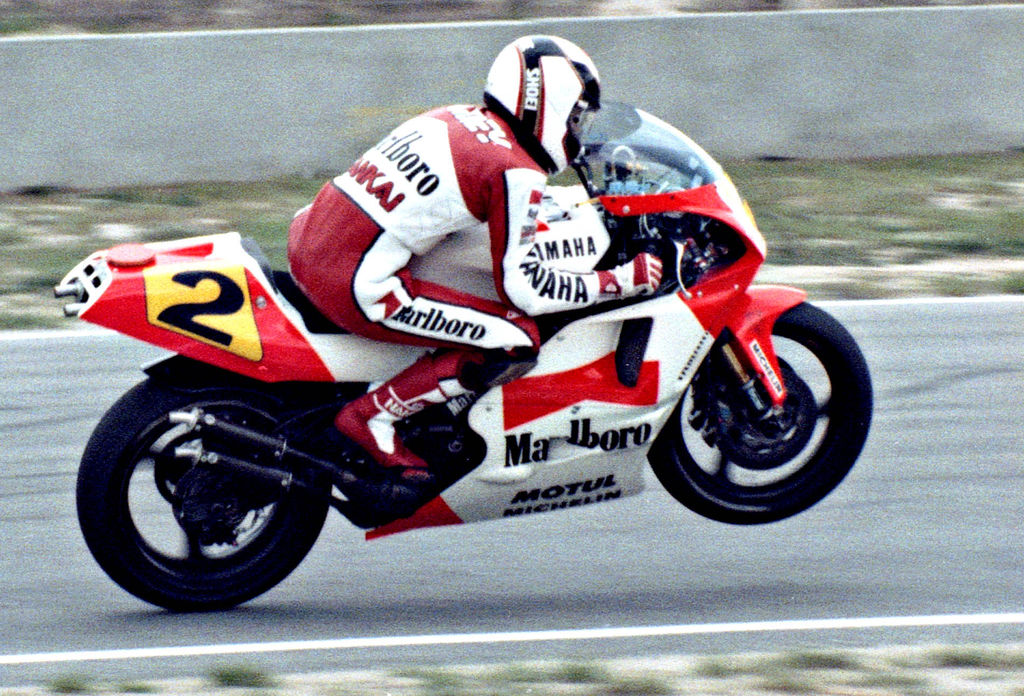
1990年のアメリカGPでラグナ・セカを走行するウェイン・レイニー（チーム・ロバーツ）
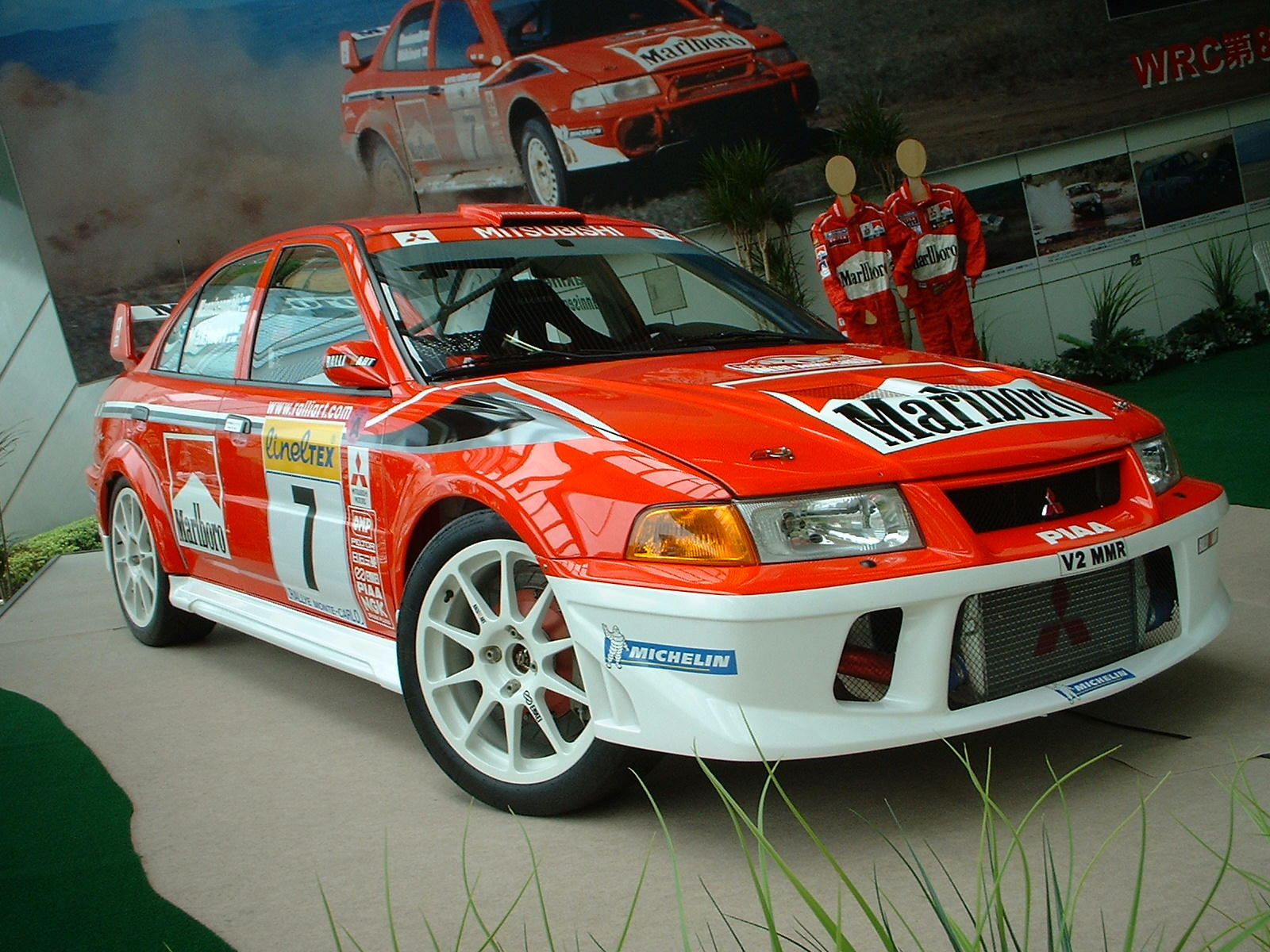
WRCのグループAに参戦した三菱・ランサーエボリューションVI（TME）
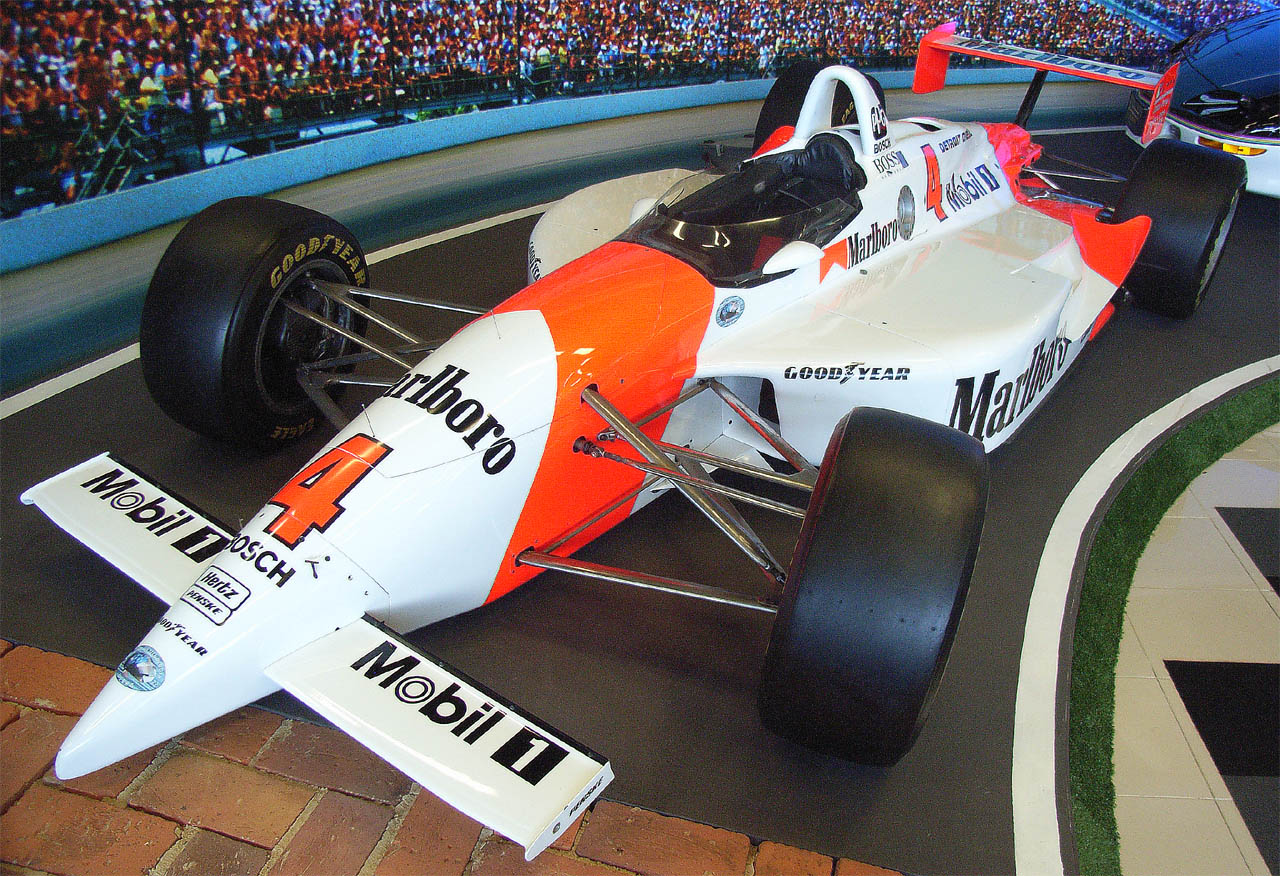
1993年のインディ500を制したエマーソン・フィッティパルディのペンスキー・PC-22